# Karl Heinz Hunken
Karl Heinz Hunken (* 5. Oktober 1919 in Mannheim; † 6. Juli 2011) war ein deutscher Bauingenieur und Professor für Siedlungswasserbau und Wassergütewirtschaft an der Universität Stuttgart. Von 1971 bis 1980 leitete er die Universität als Rektor.

## Werdegang
Hunken machte 1938 Abitur in seiner Geburtsstadt, konnte sein Studium an der Technischen Hochschule Stuttgart jedoch erst nach Kriegsdienst und Ende des Zweiten Weltkriegs beginnen und 1950 als diplomierter Bauingenieur abschließen.
Nach seinem Studienabschluss befasste  er sich in einem Ingenieurbüro mit Kläranlagen und Anlagen zur Abfallentsorgung. Anschließend war er ab 1952 wissenschaftlicher Assistent an der Stuttgarter Hochschule am Lehrstuhl von Franz Pöpel. Dort schloss er seine Dissertation zur Abwasserreinigung  mit dem Belebtschlammverfahren ab und promovierte zum Dr.-Ing. Hunken wurde Oberingenieur und lehrte zu biologischer Abwasserreinigung und zur Behandlung von Industrieabwasser. Die Technische Hochschule Stuttgart ernannte ihn 1965 zum außerordentlichen Professor für Technologie des Industriewasserbaus. 1967 wurde er auf den Lehrstuhl II für Siedlungswasserbau und Wassergütewirtschaft der aus der Technischen Hochschule hervorgegangenen Universität Stuttgart berufen. Zusammen mit Franz Pöpel wurde er Leiter des Instituts für Siedlungswasserbau und Wassergütewirtschaft.
Hunken war von 1967 bis 1968 und erneut 1970 Dekan seiner Fakultät. Im April 1971 wurde er Rektor der Universität Stuttgart, 1973 und 1979 in diesem Amt bestätigt; bei Ende seiner Rektoratszeit im September 1980 und bis heute (2021) war er der am längsten amtierende Rektor der Stuttgarter Universität. Ab 1977 hatte er den Vorsitz der Landesrektorenkonferenz Baden-Württemberg.

## Tätigkeitsbereiche und Leistungen
Forschungsinteressen Hunkens betrafen die Abwasserbehandlung, insbesondere die Abwasserreinigung mittels biologischer Verfahren, durch Bakterien oder durch Algen. Er war Initiator und ab 1980 Sprecher des Sonderforschungsbereichs „Qualitätsverbesserung und Weiterbehandlung gereinigter Abwässer“ der DFG.
Hunken interessierte sich auch für Fragen der Wasserwirtschaft in Baden-Württemberg. Von Hunken erstellte Gutachten betreffen den Einfluss der Stockacher Aach auf die Wasserqualität des Bodensees, eine geplante Ringleitung für Abwasser am Bodensee, den geplanten und nicht verwirklichten Bodensee-Neckarstollen und die Sonderabfalldeponie in Billigheim.
Eine nachhaltige hochschulpolitische Leistung Hunkens ist die Initiierung des interdisziplinären fakultätsübergreifenden Studiengangs Umweltschutztechnik an der Universität Stuttgart. Nach seiner Zeit als Rektor, ab Ende der 1980er Jahre, plante er den Studiengang und vertrat seine Einrichtung auch gegen Widerstände in Gremien, bis der Studiengang 1993 eingerichtet wurde.

## Ehrungen
- Ehrendoktorwürde der Ukrainischen Freien Universität, 1975
- Bundesverdienstkreuz 1. Klasse, 1981
- Verdienstmedaille des Landes Baden-Württemberg, 1987[1]

## Schriften
- Untersuchungen über den Reinigungsverlauf und den Sauerstoffverbrauch bei der Abwasserreinigung durch das Belebtschlammverfahren. Oldenbourg, München 1960 (Dissertation)
- Die intensive Sauerstoffversorgung von Belebungsanlagen durch Zugabe von Wasserstoffperoxid. In: GWF Wasser/Abwasser, Bd. 114, S. 176–178 (mit Ivan Sekoulov und Dieter Bardtke)

Zwei ausgewählte Rektoratsreden Hunkens finden sich in:
- Ulrich Sieber (Hrsg.): Prof. Dr.-Ing Karl-Heinz Hunken, Prof. Dr. rer. nat. Hartmut Zwicker, Prof. Dr. rer. nat. Franz Effenberger. Ihre Rektorate in Reden und Würdigungen. Universitätsbibliothek Stuttgart 1995, ISBN 978-3-926269-15-7